# 木衛六十五
木衛六十五（又名Pandia /pænˈdaɪə/，临时名称S/2017 J 4）是环绕木星运行的一颗卫星。斯科特·谢泼德和他的團隊於2017年發現了木衛六十五，但直到2018年7月17日才在小行星中心的小行星電子通告上公佈這一發現。它的直徑約為3（2英里），以約11,525,000（7,161,000英里）的半長軸运行，軌道傾角約為28.15°。木衛六十五屬於希馬利亞群。